# Trauerwappen
Ein Trauerwappen (auch Trauertafel) ist eine Wappendarstellung, die speziell zu Trauerzwecken erstellt und ausgestellt wurde.
Es handelt sich um eine große schwarze Tafel, auf der das Wappen der Verstorbenen dargestellt wird. Diese Tafel wurde zur Trauerzeremonie eine gewisse Zeit ausgestellt. So heißt es z. B. in einem Reisebericht aus London zu Beginn des 19. Jahrhunderts:
„Wenn ein adeliger Besitzer dieser aristocratischen Wohnungen stirbt, so wird auf der Vorderseite des Hauses ein großes, rechteckiges Tableau aufgestellt, in welchem die Wappen des Verstorbenen auf schwarzem Grunde glänzen. Dieses Trauer-Wappen bleibt hier ein ganzes Jahr aufgestellt.“

## Quelle
1. ↑  Reise-Skizzen: Das Leben zu London. In: August Lewald (Hrsg.): Europa. Chronik der gebildeten Welt. Bd. 3, Stuttgart 1837, S. 397. (online, abgerufen am 3. Dezember 2012)